# Villanueva de Huerva
Villanueva de Huerva – gmina w Hiszpanii, w prowincji Saragossa, w Aragonii, o powierzchni 78,38 km². W 2011 roku gmina liczyła 559 mieszkańców.